# ローゼンホーマ記念
ローゼンホーマ記念（ローゼンホーマきねん）は福山競馬場で行われていたアラブ系古馬による重賞競走（平地競走）である。

## 概要
福山競馬場で活躍した名馬ローゼンホーマを記念して、1990年に創設された。距離はダート1800m。「福山グランプリ」の副称で、会計年度末の3月に行われていた。当初はファン投票により出走馬を選抜していた。
長らく福山所属馬限定の競走であったが、2007年のみ「全日本ローゼンホーマ記念」と題して地方競馬全国交流競走として行われた。他地区からの登録馬についてはファン投票が行われ、出走馬選定の参考とされた。
2007年度（2007年4月〜2008年3月）以降は施行されておらず、代わってサラブレッド系・アラブ系混合の「ファイナルグランプリ」が施行されている。
第7回の優勝馬ハギノハートリングはローゼンホーマの産駒である。

## 歴代優勝馬
| 回次   | 開催日        | 優勝馬             | 性齢 | 所属 | タイム | 騎手       | 調教師     |
| ------ | ------------- | ------------------ | ---- | ---- | ------ | ---------- | ---------- |
| 第1回  | 1990年3月25日 | キタノテイモオー   | 牡8  | 福山 | 2:01.4 | 末廣卓己   | 東森實     |
| 第2回  | 1991年3月24日 | アサリユウセンプー | 牡6  | 福山 | 1:59.6 | 那俄性哲也 | 濱田輝和   |
| 第3回  | 1992年3月22日 | ムサシボウホマレ   | 牡6  | 福山 | 2:00.2 | 石井幸男   | 石井勝教   |
| 第4回  | 1993年3月21日 | イムラッドキング   | 牡5  | 福山 | 2:03.2 | 岡田祥嗣   | 高本修一   |
| 第5回  | 1994年3月27日 | オールセンプー     | 牡5  | 福山 | 2:01.2 | 末廣卓己   | 寺田孝     |
| 第6回  | 1995年3月21日 | ヒヨシサト         | 牝7  | 福山 | 1:59.9 | 渡辺博文   | 上原齊     |
| 第7回  | 1996年3月18日 | ハギノハートリング | 牡7  | 福山 | 2:01.7 | 藤本三郎   | 濱田輝和   |
| 第8回  | 1997年3月23日 | サンワテイオー     | 牡5  | 福山 | 1:59.4 | 岡崎準     | 黒川都起哉 |
| 第9回  | 1998年3月22日 | ミナミセンプウ     | 牡8  | 福山 | 2:02.1 | 岡崎準     | 弓削和彦   |
| 第10回 | 1999年3月21日 | アキフジクラウン   | 牡5  | 福山 | 1:59.5 | 岡田祥嗣   | 吉井英隆   |
| 第11回 | 2000年3月19日 | パッピーケイオー   | 牡6  | 福山 | 1:59.0 | 藤本三郎   | 番園一男   |
| 第12回 | 2001年3月20日 | ホマレスターライツ | 牡5  | 福山 | 2:01.7 | 片桐正雪   | 那俄性哲也 |
| 第13回 | 2002年3月17日 | ホマレエリート     | 牝4  | 福山 | 2:01.6 | 鋤田誠二   | 堀部重昭   |
| 第14回 | 2003年3月16日 | ドリーミング       | 牝7  | 福山 | 1:59.3 | 渡辺博文   | 田代専二   |
| 第15回 | 2004年3月14日 | ユノエージェント   | 牡4  | 福山 | 2:00.5 | 嬉勝則     | 番園一男   |
| 第16回 | 2005年3月20日 | スイグン           | 牡5  | 福山 | 1:59.8 | 片桐正雪   | 千同武治   |
| 第17回 | 2006年3月19日 | ユキノホマレ       | 牡7  | 福山 | 1:59.9 | 三村展久   | 田代専二   |
| 第18回 | 2007年3月25日 | ユノフォーティーン | 牡5  | 福山 | 2:00.8 | 渡辺博文   | 桧山龍二郎 |

- 優勝馬の馬齢は2000年以前は旧表記、2001年以降は現表記を用いる。

### 競走結果の出典
- ローゼンホーマ記念　歴代優勝馬 - 地方競馬全国協会